# パスカル・デュメイ
パスカル・デュメイ(Pascal Dumay、1956年 - )は、フランス、パリ生まれの元ピアニストで、2009年から2010年までパリ国立高等音楽・舞踊学校の学長を務めた。ヴァイオリニスト、指揮者のオーギュスタン・デュメイは兄にあたる。

## 来歴
パリ国立高等音楽院ピアノ科にてピエール・サンカンに、室内楽科にてジャン・ユボーにピアノを学ぶ。両学科を首席で卒業(1975、1976)した後、ピアノ科第三課程に在籍(1977-79)するも、演奏会、芸術祭の組織運営に興味を抱くようになり、1985年にはピアニストとしての活動を停止。
イル・ド・フランス芸術祭(Festival d’Ile de France)監督(1988-93)、エラート・レコードおよび、ワーナークラシック・フランスの芸術監督(1993-96)、ラジオ・フランスの音楽監督(1996-2000)などを経て、2001年から2008年までは 文化・コミュニケーション省音楽・舞踊・演劇・芸能局(DMDTS)にて参事官を務めた。

## 参考資料
- http://sites.radiofrance.fr/francemusique/em/portee_mots/emission.php?arch=1&d_id=255000129&e_id=7
- http://www.ina.fr/art-et-culture/musique/video/I07205099/augustin-et-pascal-dumay-scherzo-de-brahms.fr.html